# Qaşr-e Shīrīn (kommunhuvudort i Iran)
Qaşr-e Shīrīn (persiska: قصر شيرين) är en kommunhuvudort i Iran.   Den ligger i provinsen Kermanshah, i den västra delen av landet, 600 km väster om huvudstaden Teheran. Qaşr-e Shīrīn ligger 363 meter över havet och antalet invånare är 15 437.
Terrängen runt Qaşr-e Shīrīn är platt österut, men västerut är den kuperad. Runt Qaşr-e Shīrīn är det glesbefolkat, med 16 invånare per kvadratkilometer. Qaşr-e Shīrīn är det största samhället i trakten. Omgivningarna runt Qaşr-e Shīrīn är i huvudsak ett öppet busklandskap.